# سیمیار
سیمیار:
نام روستایی زیباست واقع در رودبار الموت غربی است. روستای سیمیار از نظر آب و هوا سرد و کوهستانی و در فصول سرما یخبندان و سرد است این روستا به دلیل داشتن خاک حاصلخیز و آب کافی دارای میوه‌های با کیفیت و ارگانیک از قبیل گردو، گیلاس، آلبالو، فندق، هلو، سیب، گلابی، بادام، انگور، زالزالک و ... می‌باشد.

## جمعیت
سرشماری مرکز آمار ایران در سال ۱۳۸۵، جمعیت آن ۱۱۹ نفر (۴۷خانوار) بوده‌است.
لازم به توضیح است جمعیت این روستا در نیمه اول سال ۲۵۲ نفر(۱۰۵ خانوار) می‌باشد که به دلیل سرمای شدید، افراد بسیاری در نیمه دوم سال در تهران و شهرهای اطراف سکونت دارند
«سرشماری در آبان ماه سال ۱۳۸۵ صورت گرفته‌است»

## زبان
مردم سیمیار به زبان فارسی صحبت می‌کنند.

## محصولات
گیلاس، آلبالو، انگور، فندق، ازگیل، خرمالو، گردو، بادام و میوه‌های سردسیری